# Suess (cráter marciano)
Suess es un cráter de impacto perteneciente al cuadrángulo Mare Australe de Marte, localizado en las coordenadas 66.88° Sur de latitud y 178.6° Oeste de longitud. Mide 71,9 kilómetros de diámetro, y debe su nombre al geólogo austríaco Eduard Suess. La denominación fue aprobada en 1973 por la Unión Astronómica Internacional.

## Por qué los cráteres son importantes
La densidad de cráteres de impacto suele determinar la edad de las distintas superficies de Marte y de otros cuerpos del sistema solar. Cuanto más antigua es una superficie, mayor puede ser la presencia de cráteres. 
La morfología de los cráteres también puede revelar la presencia de hielo en el terreno.